# Careless Whisper
Careless Whisper ist eine Pop-Ballade, die von George Michael und Andrew Ridgeley geschrieben wurde. Zunächst erschien am 24. Juli 1984 unter dem Namen von George Michael eine Singleversion mit einer Länge von 5:04 Minuten, die unter anderem in Großbritannien, der Schweiz und den Vereinigten Staaten zum Nummer-eins-Hit avancierte. In der Folge wurde der Titel im Oktober 1984 auch unter dem Namen des Duos Wham! auf dem Album Make It Big in einer 6:30 Minuten langen Fassung veröffentlicht.

## Entstehung
Das Lied wurde 1981 von George Michael und Andrew Ridgeley zu einem Zeitpunkt geschrieben, als die beiden Musiker mit Wham! noch nicht aktiv waren. Sie nahmen ein Demo auf, das neben Careless Whisper auch Wham Rap, Club Tropicana und Come On enthielt. Damit versuchten sie, ein Plattenlabel zu finden, das diese Stücke veröffentlicht. Michael, der damals noch als DJ arbeitete, spielte das Stück an seinem letzten Arbeitstag und war überrascht von der positiven Resonanz des Publikums. Er war sich sicher, dass das Lied ein Hit werden würde, allerdings wollte er es anfangs nicht selber singen, da er sich nicht für talentiert genug hielt. Die Veröffentlichung des Liedes als Single erfolgte schließlich nur unter dem Namen von George Michael, da die Plattenfirma der Meinung war, dass das Lied nicht zu Wham! passe.
Das Lied erzählt aus der Perspektive des Lyrischen Ichs davon, dass der Protagonist fremdgegangen ist und nun von Schuldgefühlen geplagt wird. Der Text hat keinen biografischen Hintergrund. George Michael bemerkte in einem Interview 1990, dass es ihn erschreckt habe, wie man in einen solch oberflächlichen Text so viele Bedeutungen hineininterpretieren könne, und bezeichnete diesen Umstand als desillusionierend für ihn als Songwriter. Das prägnante Saxophon-Spiel stammt von dem Jazz-Musiker Steve Gregory.
Das Musikvideo wurde im Juni 1984 in Coconut Grove und Watson Island in Miami gedreht.

## Kommerzieller Erfolg

### Chartplatzierungen
| ChartsChartplatzierungen       | Höchstplatzierung | Wochen |
| ------------------------------ | ----------------- | ------ |
| Deutschland (GfK)              | 3 (20 Wo.)        | 20     |
| Österreich (Ö3)                | 2 (14 Wo.)        | 14     |
| Schweiz (IFPI)                 | 1 (18 Wo.)        | 18     |
| Vereinigte Staaten (Billboard) | 1 (22 Wo.)        | 22     |
| Vereinigtes Königreich (OCC)   | 1 (23 Wo.)        | 23     |

| ChartsJahrescharts (1984) | Platzierung |
| ------------------------- | ----------- |
| Deutschland (GfK)         | 31          |
| Österreich (Ö3)           | 18          |
| Schweiz (IFPI)            | 9           |

| ChartsJahrescharts (1985)      | Platzierung |
| ------------------------------ | ----------- |
| Vereinigte Staaten (Billboard) | 1           |

### Auszeichnungen für Musikverkäufe
| Land/Region                  | Auszeichnungen für Musikverkäufe (Land/Region, Auszeichnung, Verkäufe) | Verkäufe   |
| ---------------------------- | ---------------------------------------------------------------------- | ---------- |
| Australien (ARIA)            | 2× Platin                                                              | 140.000    |
| Brasilien (PMB)              | 3× Platin                                                              | 180.000    |
| Dänemark (IFPI)              | Platin                                                                 | 90.000     |
| Deutschland (BVMI)           | Gold                                                                   | 300.000    |
| Frankreich (SNEP)            | Silber                                                                 | 200.000    |
| Griechenland (IFPI)          | Platin                                                                 | 20.000     |
| Italien (FIMI)               | Platin                                                                 | 50.000     |
| Kanada (MC)                  | 5× Platin                                                              | 400.000    |
| Neuseeland (RMNZ)            | 3× Platin                                                              | 90.000     |
| Niederlande (NVPI)           | Platin                                                                 | 100.000    |
| Spanien (Promusicae)         | Platin                                                                 | 60.000     |
| Vereinigte Staaten (RIAA)    | 7× Platin                                                              | 7.000.000  |
| Vereinigtes Königreich (BPI) | 2× Platin                                                              | 1.550.000  |
| Insgesamt                    | 1× Silber · 1× Gold · 27× Platin ·                                     | 10.180.000 |

Hauptartikel: George Michael/Auszeichnungen für Musikverkäufe

## Coverversionen
- 1985 coverte Nancy Wilson das Lied.
- 1987 coverten The Shadows den Song.
- Von Richard Clayderman erschien 1988 eine Version des Liedes.
- In einem Duett coverten James Last und Richard Clayderman 1992 den Song.
- 1994 erschien eine Coverversion von Fred Wesley.
- 1996 erschien eine Version des Liedes von Royal Philharmonic Orchestra.
- Gloria Gaynor coverte das Lied 1998 auf ihrem Compilationsalbum I Will Survive: The Anthology.
- Als Soundtrack zum Film A Night at the Roxbury coverte Tamia den Song 1998, der sich zudem auf ihrem selbstbetitelten Debütalbum befindet.
- Eine Smooth Jazzversion des Liedes findet sich auch in Dave Koz album The Dance im Jahr 1999.
- Im Jahre 2001 veröffentlichten Bananarama ihre Version des Liedes auf dem Album Exotica.
- Eine weitere Version erschien von Sharon Cuneta 2001 im Album 25 Years, 25 Hits.
- 2004 coverten Kenny G, Daryl Hall und Brian McKnight den Song.
- 2006 brachte Julio Iglesias eine Version des Liedes heraus.
- Im Jahr 2007 veröffentlichten The Gossip eine Post-Punkversion des Liedes auf ihrem Album Standing in the Way of Control.
- Von Seether erschien 2009 auf dem Album Finding Beauty in Negative Spaces eine Rockversion, welche als Onlinedownload von diversen Internetportalen veröffentlicht wurde.
- 2011 veröffentlichte Richard Cheese eine Swing-Version auf seinem Album A Lounge Supreme.
- Der Rapper Tupac Shakur coverte das Lied ebenfalls in seinem eigenen Stil.
- 2014 nahm Konstantin Gropper (Get Well Soon) für seine Greatest Hits-EP eine Eigeninterpretation auf.
- Eine ungewöhnliche und hervorstechende Coverversion veröffentlichte im Juni 2022 die deutsche Thrash-Metal-Band Traitor, deren Interpretation mit dem Original bis auf den leicht umgeschriebenen Songtext nicht viel gemein hat (Textzeile: „So I'm never gonna mosh again the way I moshed with you“).[15]
- 2019 veröffentlichten "THE MERKINS" eine Coverversion auf ihrem YouTube-Kanal mit dem Namen "Careless Sister". George Michael Myers - Careless Sister